# Puur natuur
Puur natuur was een Nederlands televisieprogramma rond de natuur dat van 1980 tot en met 1983 door de VPRO op de zondagavond werd uitgezonden. De presentator was IJf Blokker. Vanaf 1982 presenteerde naast IJf Blokker ook Adeline van Lier het programma.

## Concept
Het programma besteedde, in tegenstelling tot bijvoorbeeld het NCRV-programma Ja, natuurlijk,  meer aandacht aan de biologische wijze van landbouw en veeteelt, evenals de bossen, velden, meren, dieren, bomen en planten die daar hun leefgebied hadden. Het programma werd op locatie uitgezonden.
Vaste deskundigen waren de biologisch-agrarische zakenkundige Pieter Boxman en Theo Richel. Ook de vereniging Milieudefensie kwam in het programma regelmatig aan het woord.